# Lewis Sullivan
Lewis Sullivan (Hazel Green, Alabama; 29 de mayo de 1997) es un baloncestista estadounidense que pertenece a la plantilla del CSO Voluntari de la Liga Națională de Rumanía. Con 2,01 metros de estatura, juega en la posición de ala-pívot.

## Trayectoria deportiva

### Universidad
Jugó cuatro temporadas con los Blazers de la Universidad de Alabama en Birmingham, en las que promedió 6,9 puntos y 4,1 rebotes por partido. Despuntó en su últmo año, al promediar 12,3 puntos y 6,8 rebotes. La temporada 2016-17 la pasó entera en blanco por lesión. Acabó su carrera como el séptimo mejor de todos los tiempos de los Blazers en porcentaje de tiros de campo, con un 54,1%.

#### Estadísticas
| Año     | Equipo | PJ       | PT       | MPP      | %TC      | %3P      | %TL      | RPP      | APP      | ROB      | TPP      | PPP      |
| ------- | ------ | -------- | -------- | -------- | -------- | -------- | -------- | -------- | -------- | -------- | -------- | -------- |
| 2014–15 | UAB    | 26       | 0        | 8.1      | .380     | .263     | .750     | 1.8      | .5       | .2       | .2       | 1.9      |
| 2015–16 | UAB    | 33       | 1        | 12.4     | .604     | .250     | .672     | 2.5      | .8       | .3       | .3       | 4.8      |
| 2016–17 | UAB    | Redshirt | Redshirt | Redshirt | Redshirt | Redshirt | Redshirt | Redshirt | Redshirt | Redshirt | Redshirt | Redshirt |
| 2017–18 | UAB    | 33       | 5        | 19.0     | .572     | .250     | .688     | 4.4      | .9       | .5       | .6       | 7.2      |
| 2018–19 | UAB    | 35       | 35       | 27.1     | .531     | .385     | .697     | 6.8      | 1.0      | .8       | .4       | 12.3     |
| Total   | Total  | 127      | 41       | 17.3     | .541     | .337     | .690     | 4.1      | .8       | .5       | .4       | 6.9      |

### Profesional
Tras no ser elegido en el Draft de la NBA de 2019, en el mes de agosto firmó su primer contrato profesional con el Khimik-OPZ Yuzhny ucraniano. Allí disputó dos temporadas, en las que promedió 16,4 puntos y 9,2 rebotes por partido.
En agosto de 2021 fichó por el Basket Ravenna de la Serie A2 italiana. Jugó una temporada como titular, promediando 13,4 puntos y 7,6 rebotes por partido.
El 17 de octubre de 2022 se comprometió con el KK Split de la Liga Croata y la ABA Liga. Jugó una temporada, promediando 12,4 puntos y 6,7 rebotes entre ambas competiciones.
En junio de 2023 fichó por el Chorale Roanne Basket de la Pro A francesa.
El 11 de noviembre de 2023, regresa al KK Split para disputar la Liga Croata y la ABA Liga.